# Hérodiade
Hérodiade o in italiano Erodiade è un'opera tragica in 4 atti di Jules Massenet sul libretto di Paul Milliet e Henri Grémont, basato sulla novella Herodias (1877) di Gustave Flaubert. Venne rappresentata per la prima volta al La Monnaie/De Munt di Bruxelles il 19 dicembre 1881 in 3 atti con successo alla presenza dei Sovrani del Belgio come Erodiade nella versione di Angelo Zanardini nella traduzione di Carlo Zangarini.
Il libretto è una rivisitazione della storia di Giovanni Battista, Salomè (figlia di Erodiade), Erode Antipa ed Erodiade, ma è sorprendentemente meno psicologica e sanguinosa di Salomè (opera) di Richard Strauss, basata sul testo di Oscar Wilde. 
L'opera ha debuttato a Bruxelles perché Auguste-Edouard Vaucorbeil, Direttore del Teatro dell'Opéra di Parigi si è rifiutato di mettere in scena l'opera.

## Rappresentazioni

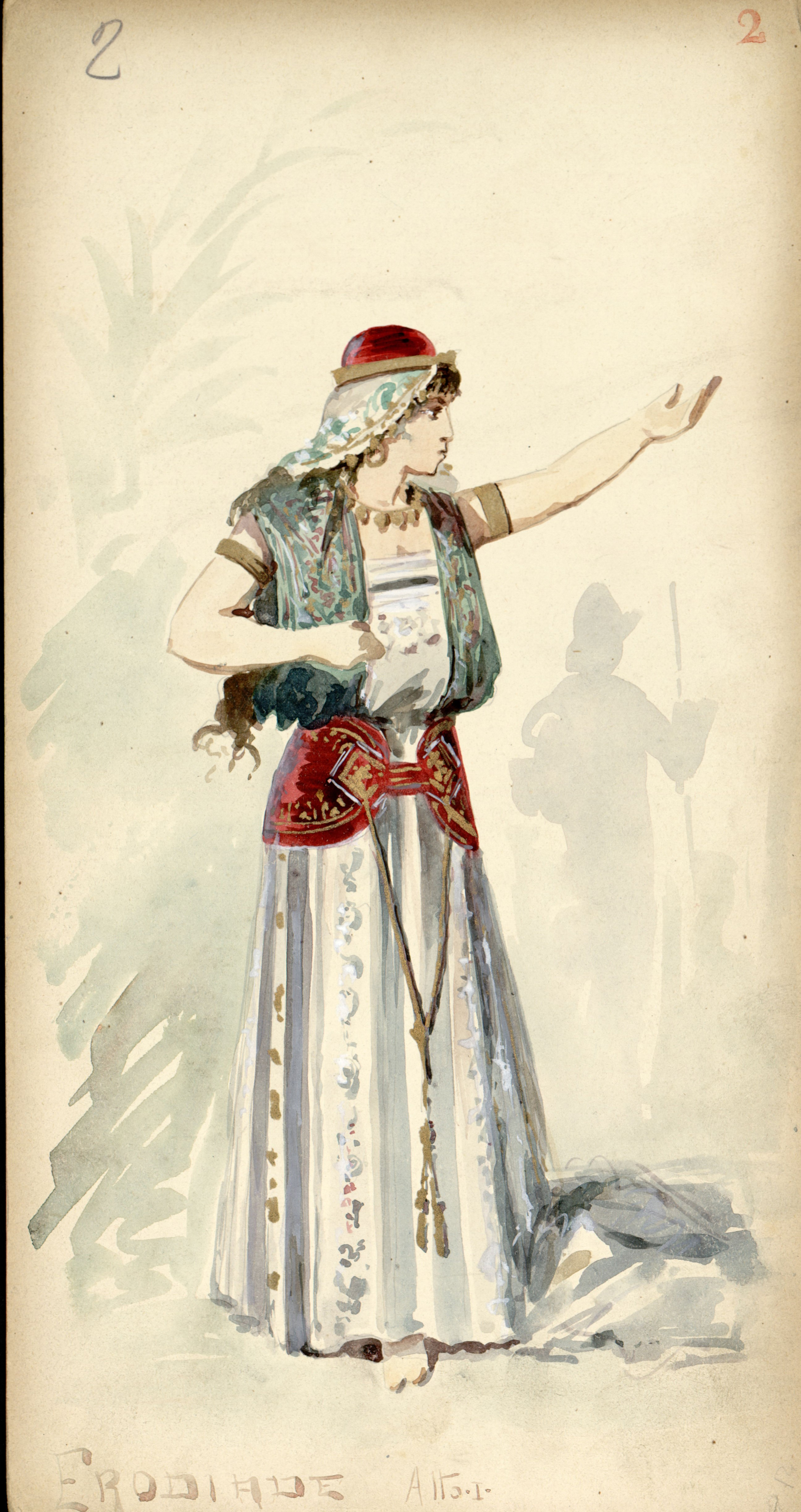
Erodiade (soprano), figurino per Erodiade atto 1 (1882). Archivio Storico Ricordi

L'opera ha raggiunto Parigi al Théâtre-Italien il 1º febbraio 1884 con i tre De Reszkes, Jean de Reszke (Giovanni Battista), Édouard de Reszke (Fanuel), Josephine de Reszke (Salomé) e Victor Maurel (Erode) nella terza versione il quattro atti. 
Successivamente è stata allestita al Théâtre-Italien dal 19 ottobre 1903 con Emma Calvé per 43 spettacoli, poi alla Gaîté-Lyrique nel 1904, 1911 e 1912. 
La prima italiana è stata al Teatro alla Scala di Milano il 23 febbraio 1882 nella seconda versione diretta da Franco Faccio.
All'Opera di Amburgo ebbe la prima come Hérodiade diretta dal compositore il 20 gennaio 1883, a Nantes il 29 marzo diretta dal compositore, al Teatro Comunale di Bologna diretta da Edoardo Mascheroni con Francesco Navarrini il 4 ottobre 1886, a New Orleans il 13 febbraio 1892, al Teatro Verdi (Trieste) il 18 gennaio 1902 ed al Grand Théâtre de Monte Carlo il 26 febbraio 1903 con Francesco Tamagno.
Nel Regno Unito la première è stata al Royal Opera House, Covent Garden di Londra come  Salomé il 6 luglio 1904.
Al Manhattan Center di New York la première è stata l'8 novembre 1909, al Teatro Regio di Torino il 2 gennaio 1910 diretta da Tullio Serafin, al Teatro La Fenice di Venezia il 22 gennaio diretta da Antonio Guarnieri ed al Teatro Regio di Parma diretta da Guarnieri l'11 gennaio 1911.
Al Palais Garnier di Parigi ebbe la prima nel 1921 con Marcel Journet arrivando nel 1926 alla centesima recita diretta da Henri Büsser e nel 1945 alla centottantesima.
In Scozia la première è stata nel 1931 in Edimburgo per la Edinburgh Grand Opera.